# Бариляк Володимир Ярославович
Володи́мир Яросла́вович Бариля́к — старший сержант поліції України.
Станом на 2018 рік — поліцейський-водій взводу № 1, рота патрульної служби поліції особливого призначення Головного управління Національної поліції в Івано-Франківській області

## Нагороди та вшанування
- Указом Президента України № 81/2020 від 13 березня 2020 року за «особисту мужність, виявлену у захисті державного суверенітету та територіальної цілісності України, самовіддане служіння Українському народу» нагороджений орденом За мужність III ступеня[2]
- грамота виконавчого комітету міської ради Івано-Франківська[3]